# Gobierno en la sombra

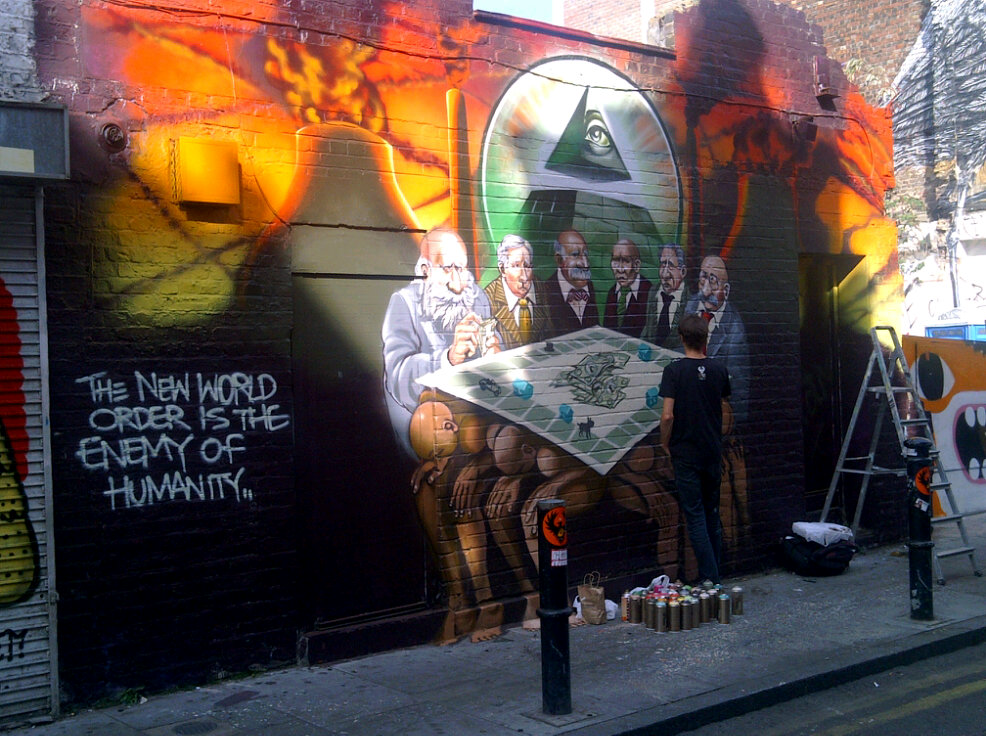
Grafiti en Brick Lane sobre la conspiración del gobierno en la sombra. El grafitti dice: "El Nuevo Orden Mundial es el enemigo de la humanidad."

El gobierno en la sombra, también conocido como gobierno invisible o gobierno secreto (del inglés: shadow government, secret government, invisible government)  es una serie de teorías que apuntan a que el real y verdadero poder político no radica en los representantes políticos electos por la población, sino por personas con gran influencia y autoridad dentro de ciertos estamentos gubernamentales que ejercen poder entre bastidores, es decir, más allá del control de las instituciones democráticas. Según esta hipótesis, el funcionario gubernamental electo sería en realidad un subordinado del gobierno en la sombra, que son realmente el verdadero poder ejecutivo.
Algunos de los grupos propuestos por estas teorías y que constituirían el gobierno en la sombra serían los bancos centrales, lobbies o grupos de presión, poderes fácticos, think tanks, intereses adinerados, élites globalistas y organizaciones supranacionales que pretenden manipular la política para su propio interés o para servir a una agenda más amplia que está oculta al público en general.
En los tiempos modernos también se utiliza el término Illuminati para referirse a una organización secreta que actúa como un oscuro "poder detrás del trono", controlando los asuntos mundiales a través de los gobiernos y corporaciones actuales, generalmente como una encarnación moderna o una continuación de los Illuminati Bávaros. En este contexto, se cree que los Illuminati son los instigadores que se hallan detrás de los acontecimientos que conducirán al establecimiento de un Nuevo Orden Mundial.

## Hipótesis
Diversas teorías en el marco de la literatura de la teoría de la conspiración postulan la existencia de un supuesto gobierno en la sombra que sería el verdadero poder que mueve los hilos en el mundo tras el gobierno aparente. Este tipo de teorías han sido difundidas en diversos libros por escritores como Dan Smoot, William Guy Carr, Jim Marrs, Carroll Quigley, Gary Allen, Des Griffin, David Icke, Michael A. Hoffman II y John Coleman. 
Algunos de estos escritores creen que los miembros del gobierno en la sombra son los Illuminati y podrían representar o formar parte de diversos think tanks y grupos privados como el Consejo de Relaciones Exteriores, la Comisión Trilateral, el Grupo Bilderberg, el Chatham House y el Foro Económico Mundial; además de diversas organizaciones internacionales como la Unión Europea (junto con su Marco Institucional), la ONU, la OMS, la OTAN, en cooperación con los bancos internacionales y las instituciones financieras como el Banco Mundial, el Fondo Monetario Internacional, el Banco de Pagos Internacionales y sociedades de inversión (entre las que se encuentran tres de los fondos buitre más influyentes como BlackRock, Vanguard y Blackstone).

## La red capitalista y las compañías transnacionales que controlan el mundo
La idea de que un pequeño grupo de personas internacionales pero interconectadas puedan controlar el mundo de las finanzas y del comercio fue confirmado por un trío de teóricos de sistemas complejos del Instituto Federal Suizo de Tecnología en Zúrich. Se efectuó un análisis de las relaciones existentes entre 43.000 corporaciones transnacionales e identificaron un grupo relativamente pequeño de empresas, principalmente bancos, con un poder desproporcionado sobre la economía global. Combinaron las matemáticas para elaborar modelos de sistemas naturales con datos corporativos integrales y así poder trazar una red de la propiedad entre las empresas transnacionales del mundo. En estudios anteriores determinaron que algunas  empresas transnacionales poseen grandes cantidades de la economía global, pero incluyeron solo un número limitado de empresas y omitieron la propiedad indirecta, por lo que no pudieron decir cómo afecta esto a la economía mundial.
Tomando como punto de referencia Orbis 2007, una base de datos que enumera las 37 millones de empresas e inversores de todo el mundo, extrajeron las 43.060 empresas transnacionales y las acciones que las vinculaban. A continuación construyeron un modelo de qué empresas controlaban a otras a través de redes de accionistas, junto con los ingresos operativos de cada empresa, para rastrear la estructura del poder económico. El estudio reveló un núcleo de 1.318 empresas con propiedades entrelazadas. Cada una de esas 1.318 tenía vínculos con dos o más empresas y, en promedio, estaban conectadas con 20. Además, aunque representaban el 20 % de los ingresos globales, las 1.318 empresas parecían poseer colectivamente a través de sus acciones la mayor parte de las empresas de fabricación más grandes y de mayor rendimiento financiero del mundo, la economía "real", que representan otro 60 % de los ingresos globales.
Cuando el equipo desenredó aún más la intrincada tela de propiedad, descubrieron que gran parte de ellas partían de una "superentidad" formada por 147 empresas aún más unidas. Toda su propiedad estaba en manos de otros miembros de la superentidad que controlaba el 40 % de la riqueza total de la red. Según uno de los autores del trabajo, James B. Glattfelder, menos del 1 % de las empresas pueden controlar el 40 % de toda la red. La mayoría de ellas son instituciones financieras y las 20 principales son Barclays Bank, JPMorgan Chase & Co y The Goldman Sachs Group.
John Driffill, experto en macroeconomía de la Universidad de Londres, dice que el valor del análisis no es solo ver si un pequeño número de personas controla la economía global, sino más bien los conocimientos que poseen sobre la estabilidad económica.
El equipo de Zúrich dice que la concentración de poder no es buena ni mala en sí misma, aunque las estrechas interconexiones del núcleo podrían serlo, y si una empresa sufre dificultades puede propagarse al resto de entidades.